# Camille Granddemange
Pour les articles homonymes, voir Grandemange.
Félix Joseph Camille Granddemange, connu comme Camille Granddemange, né le 7 novembre 1843 à Senones dans le département des Vosges et mort le 8 juin 1906, est un ingénieur et industriel vosgien, constructeur mécanicien spécialisé en chaudronnerie, machines à vapeur, locomotives, dépurateurs d'eau et tapis élévateurs de marchandises. 

## Biographie

### Prénom et patronyme
Son prénom usuel est Camille, comme le précise Henri Jouve dans son Dictionnaire biographique des Vosges et comme il figure dans l'Annuaire de la Société des ingénieurs civils de France. De plus, l'annonce du décès de Granddemange dans le Procès-verbal de la séance du 5 octobre 1906 de la Société des ingénieurs civils donne C. Granddemange.
Son nom est le plus souvent orthographié Granddemange, conformément à son nom de naissance, mais certaines publications du XIXe siècle l'écrivent parfois par erreur avec l'orthographe Grandemange, selon la forme la plus courante de ce patronyme dans l'Est de la France.

### Famille
Issu d'une famille vosgienne de longue tradition artisanale dans la menuiserie et l'art (sculpture et dorure), il est l'arrière-petit-fils de Pierre Joseph Granddemange (1744-1825), prévot et maître sculpteur-doreur à Senones, lui-même descendant d'Adrian Granddemenge, Maistre bourgeois de Remiremont (1638-1716), lui-même fils de Mathias Grand Demenge, Bourgeois de Remiremont, (ca 1615-1660).
Félix Joseph Granddemange est le fils majeur de Félix Pierre Joseph Granddemange, ébéniste à Senones, et de Anne Eugénie Claudel. 
Le 5 novembre 1868, il épouse Aglaé Jeanne Marie Guin à Paris 11e, née le 19 août 1847 à La Chapelle (département de la Seine). À la date du mariage, Camille habite au 84, rue Oberkampf dans le 11e arrondissement de Paris.
Il se marie en secondes noces avec Louise Sophie Mennesson, née à Troyes le 2 octobre 1856, sans profession, de 14 ans sa cadette le 19 juin 1883 à Troyes. Au moment de ce mariage, il réside au 111 rue Saint-Maur à Paris 11e arrondissement, son acte de mariage précisant — veuf de Aglaé Guin, décédée à Paris 11ème arrondissement le 29 septembre mil huit cent quatre vingt un —.

### Carrière
En 1860, il entre à l'âge de 17 ans à l'école des Arts et Métiers de Châlons-sur-Marne où il fait ses études supérieures, dont il sort ingénieur avec le titre de major.
Il débute modestement sa carrière professionnelle comme ouvrier et ajusteur-monteur aux ateliers du Creusot. Puis il exerce les mêmes fonctions aux ateliers Warral-Elwel et Poulot à Paris.
En 1866, il s'associe avec Émile-Victorien Olry, né à Neuvillers-sur-Fave dans le département des Vosges le 26 septembre 1842 et mort le 24 septembre 1896, un autre ingénieur du même domaine, compatriote vosgien, camarade et ami d'études dans la même école d'ingénieurs, promotion 1859-1862 de l'École des Arts et Métiers de Châlons-sur-Marne. Ils fondent en 1866 la Maison Olry Granddemange, sise aux 81-83 rue Saint-Maur à Paris, puis au 113 rue Saint-Maur, groupe industriel de bonne renommée à l'époque. Par la suite, ils s'adjoignent les services d'un troisième ingénieur civil des arts et manufacture, Jean François Marie Coulanghon, né le 11 juillet 1846 à Eygurande dans le département de la Corrèze et mort le 18 mars 1892 à Mantes-la-Jolie dans les Yvelines, qui fut un temps ingénieur-chef du bureau central des études à la Compagnie des Chemins de fer d'Orléans à Rouen, puis ingénieur de la construction et ingénieur conseil de la compagnie des tramways du Nord, et entrepreneur des travaux publics,. Le groupe industriel ainsi formé, qui devient alors Olry, Granddemange et Coulanghon, fera l'objet d'une collaboration de 30 ans, de 1866 à 1896.
Camille Granddemange est membre de la Société des ingénieurs civils à partir de 1887.

## Mort
Camille Granddemange décède le 8 juin 1906 à Paris, alors qu’il habite au 111 rue Saint-Maur dans le 11e arrondissement. Ses obsèques et son inhumation ont lieu le dimanche 10 juin 1906, et le défunt est honoré par les discours de F. Cornesse (lauréat de l'École des Arts et Métiers de Châlons-sur-Marne de la promotion 1859) et de Émile Haret (lauréat de l'École des Arts et Métiers de Châlons-sur-Marne de la promotion 1860).

## Les inventions et les expositions universelles
Camille Granddemange est notamment le concepteur de dépurateurs d'eau.
Les inventions de Olry, Granddemange et Coulanghon concernant les machines à vapeur ont été consacrées, pendant les grandes expositions universelles de Paris dont celle de 1889, par 11 récompenses dont 3 médailles d'argent, 3 médailles d'or et 5 diplômes d'honneur, notamment pour des machines élévatoires de distribution d'eau dans les villes, et des machines centrifuges à grand débit sous haute pression. Leur industrie concernait également les locomotives.
Il s'associe également à l'ingénieur-électricien Alexis Jean-Baptiste Cance (né le 8 juillet 1843 à Souilhol, commune de Saint-Céré dans le département du Lot et mort en 1926) et son fils Albert Cance (mort le 28 février 1947), ingénieur des Arts et Manufacture, tous deux de la Maison Cance et fils et Cie pour concevoir des tapis élévateurs de marchandises appelés Système Cance Granddemange.